# Fascia (Ligúria)
Fascia (en ligur Fascia) és un comune italià, situat a la regió de la Ligúria i a la ciutat metropolitana de Gènova. El 2011 tenia 102 habitants.

## Geografia
Es troba al vessant meridional del mont Carmo (1.641 m), a l'est de Gènova, compta amb una superfície de 11,25 km² i les frazioni de Carpeneto (seu de l'ajuntament) i Cassingheno. Limita amb les comunes de Carrega Ligure, Fontanigorda, Gorreto, Montebruno, Propata, Rondanina i Rovegno.